# 마누바

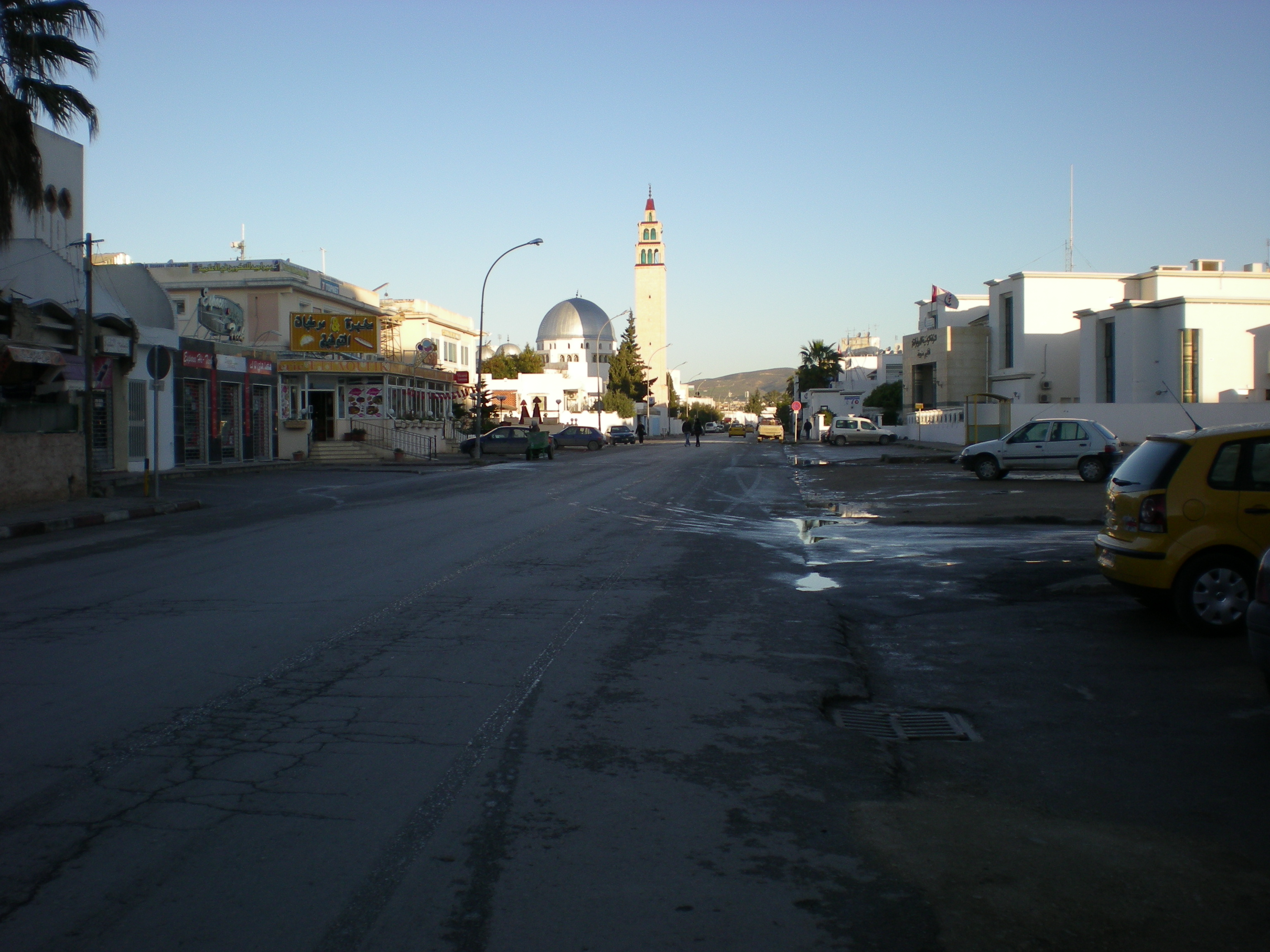
마누바

마누바(아랍어: منوبة, Manouba)는 튀니지 북동부에 위치한 도시로 마누바 주의 주도이며 인구는 58,792명(2014년 기준)이다.